# Juan Comba
Juan Comba García (Jerez de la Frontera, 30 novembre 1852 - Madrid, 19 juin 1924), est un dessinateur, illustrateur, graveur, peintre et photographe espagnol.

## Biographie
Juan Comba y García a réalisé de nombreuses illustrations pour La Ilustración Española y Americana pendant 36 ans, d'abord par le dessin, puis par la photographie.

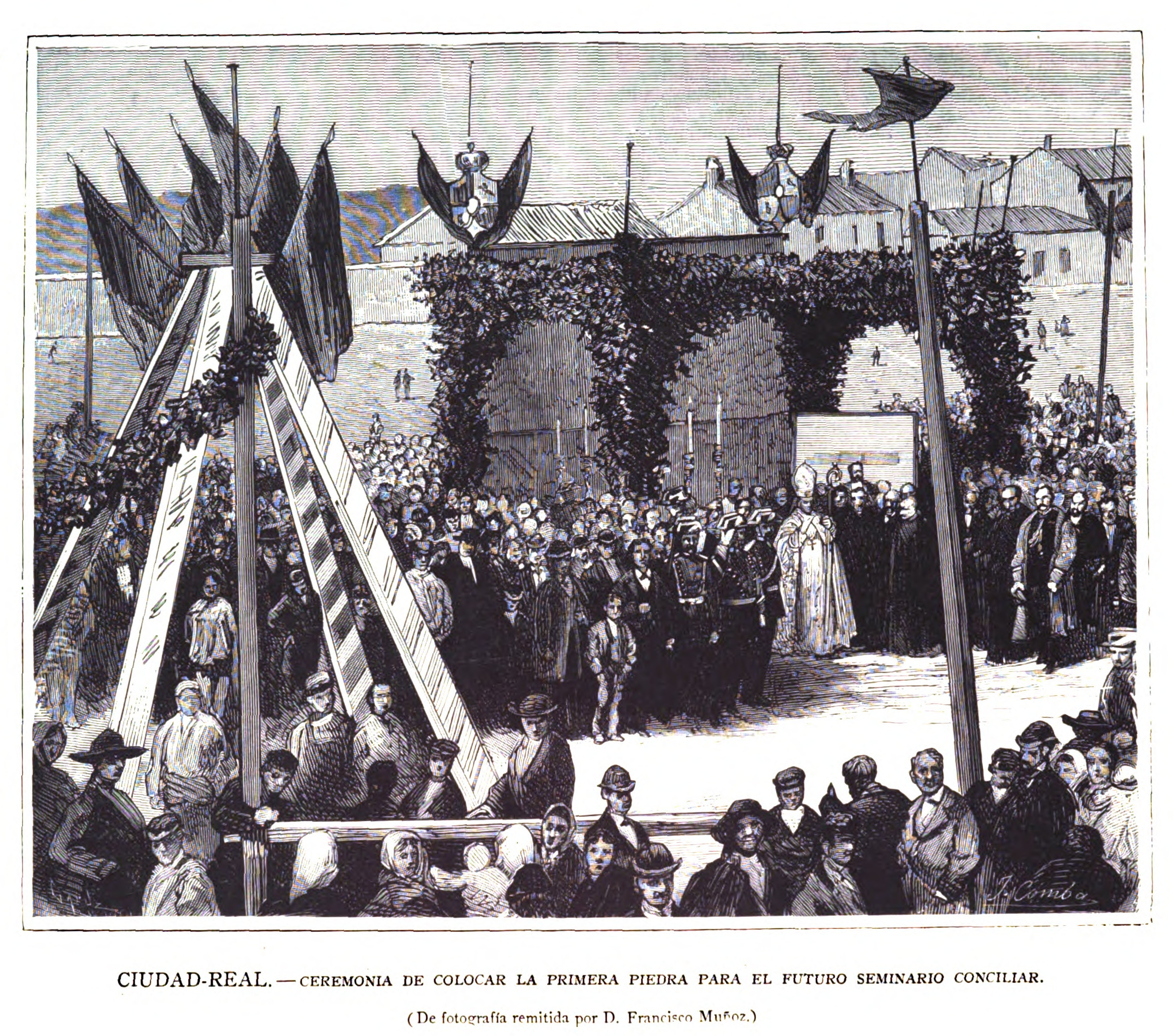
Ceremonia de colocar la primera piedra para el futuro seminario conciliar, sur La Ilustración Española y Americana (1882).
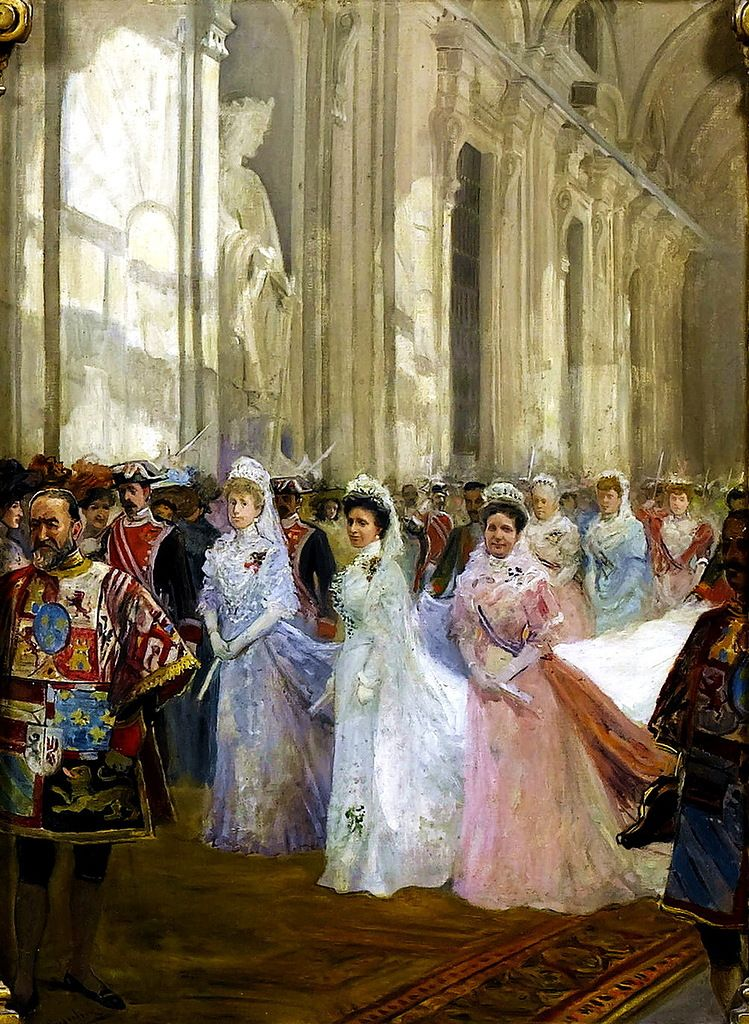
Mariage royal au Palais royal de Madrid (1906).
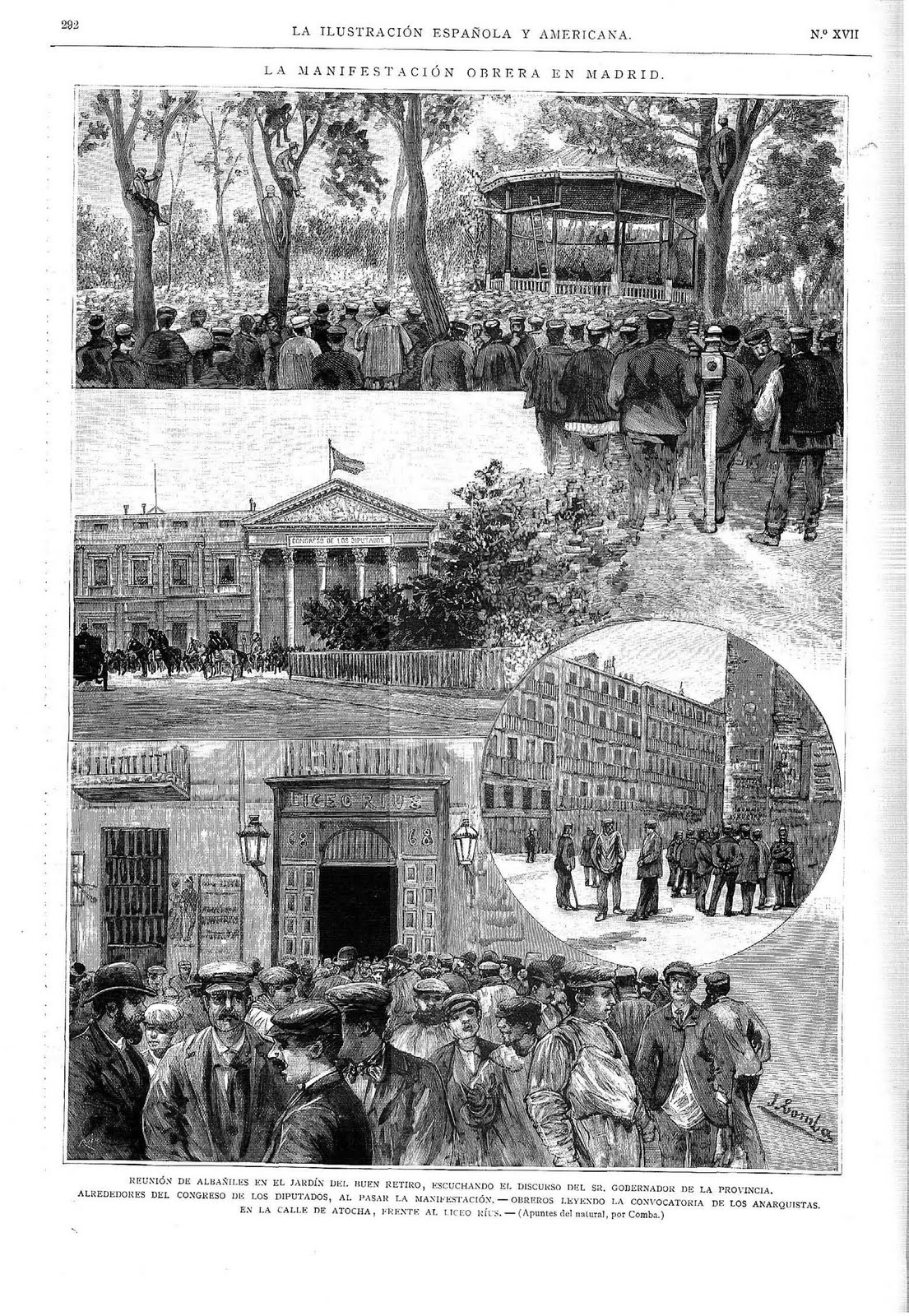
Épisodes de la manifestation ouvrière du 4 mai 1890 à Madrid .